# Sheriff of Tombstone
Sheriff of Tombstone è un film del 1941 diretto da Joseph Kane.
È un film western statunitense con Roy Rogers, Elyse Knox e George 'Gabby' Hayes.

## Produzione
Il film, diretto da Joseph Kane su una sceneggiatura di Olive Cooper con il soggetto di James Webb, fu prodotto da Kane, come produttore associato, per la Republic Pictures e girato nel Vasquez Rocks Natural Area Park e nei Republic Studios a Hollywood in California.

## Colonna sonora
- Ridin' On a Rocky Road - cantata da Roy Rogers
- Two-Gun Pete - cantata da Sally Payne con with Oscar Gahan (piano) e Spade Cooley (violino)
- Don't Gamble With Romance - cantata da Sally Payne
- Sky Ball Paint - scritta da Bob Nolan, cantata da Roy Rogers e George 'Gabby' Hayes
- Sons of the Western Soil - scritta da Bob Nolan, cantata da Roy Rogers e George 'Gabby' Hayes

## Distribuzione
Il film fu distribuito negli Stati Uniti dal 7 maggio 1941 al cinema dalla Republic Pictures.
Altre distribuzioni:
- in Portogallo il 10 luglio 1944 (Ladrões de Minas)
- in Germania nel 2007 (in DVD)
- in Belgio (Le shérif de Tombstone)
- in Brasile (O Xerife de Tombstone)